# Microsoft Flight Simulator (jogo eletrônico de 2020)
Microsoft Flight Simulator é um jogo eletrônico de simulação de voo desenvolvido pela Asobo Studio e publicado pela Xbox Game Studios. O jogo é um retorno da série após 14 anos, com o desenvolvimento começando seis anos antes de seu lançamento. Foi lançado em 18 de agosto de 2020 para Windows. O Microsoft Flight Simulator é o primeiro jogo da série a ter um lançamento de VR e console, sendo lançado no Xbox Series X e Series S em 27 de julho de 2021.
O Flight Simulator simula a topografia de toda a Terra usando dados do Bing Maps. A inteligência artificial (IA) da Microsoft Azure gera representações tridimensionais dos recursos da Terra, usando sua computação em nuvem para renderizar e aprimorar recursos visuais e dados do mundo real para gerar clima e efeitos em tempo real.
O jogo foi lançado com aclamação da crítica, com elogios por sua fidelidade gráfica. Vários críticos também o colocaram em suas listas de favoritos e o consideraram o jogo esteticamente mais agradável de 2020, embora houvesse críticas sobre seus tempos de carregamento lentos, imprecisões na renderização de certos edifícios e modelos aerodinâmicos irrealistas. Ele também recebeu vários prêmios, principalmente ganhando o prêmio de Melhor Jogo de Simulação/Estratégia no The Game Awards 2020.

## Desenvolvimento
A desenvolvedora francesa Asobo Studio desenvolveu o Microsoft Flight Simulator, enquanto a Microsoft foi a responsável pela publicação. O jogo foi anunciado na E3 2019 em 9 de junho de 2019. A notícia de que um novo simulador estava sendo desenvolvido foi a mais imp

Usando dados da cidade de Seattle, sede da Microsoft, a Asobo levou semanas para juntar tudo em uma demo com um voo de um Cessna 172 sobre a cidade para Neumann apresentar aos executivos.
"Ele (Phil Spencer) só olhou para mim e disse, 'Por que você está me mostrando um vídeo de [...] um avião?'" "E então, o avião curvou, e voou sobre a sede da Microsoft onde estávamos. E ele 'Isso é ao vivo? Isso está rodando?' E eu respondi, 'Sim, é!' E então nós sabíamos que aquilo era especial."

– Jörg Neumann sobre a apresentação de uma versão inicial do Flight Simulator para o chefe da Xbox, Phil Spencer
ortante na série Microsoft Flight Simulator desde o Flight Simulator X (FSX) de 2006, após um longo período de incerteza sobre o futuro da série após o fechamento da Aces Game Studio em 2009.
Seis anos antes do lançamento, a ideia de criar um novo Flight Simulator começou com outro projeto da Microsoft, de realidade virtual. O desafio que inspirou o desenvolvimento do simulador foi a de criar Machu Picchu e seu entorno montanhoso no nível do mar em VR. Depois desse trabalho, Neumann usou a fotogrametria do Bing, para com a Asobo, criar a cidade de Seattle para um voo virtual de demonstração.
O retorno da franquia após um período de 14 anos é parcialmente creditado ao modelo de negócios do Xbox Game Pass, permitindo uma maior variedade e acesso facilitado de jogos. O chefe da Xbox, Phil Spencer, disse que o Flight Simulator faz parte do compromisso renovado da Microsoft com os jogos para computadores.
"Eu não sabia se a comunidade do PC estaria acreditando ou não, mas fomos Flight Sim, fomos Age, fomos Wasteland - eu queria que as pessoas soubessem que queremos ter certeza de que estamos criando e apoiando jogos que respeitam o que a comunidade do PC ama", elaborou Phil Spencer. Ao trazer de volta a saga Flight Simulator, ele disse: "Temos alguns pilotos na equipe que são grandes fãs do ato de voar. Spencer perguntou a eles: "Podemos fazer algo novo para asimulação de voo? Podemos realmente avançar de uma forma interessante?"

O líder do projeto e diretor criativo Jörg Neumann disse que há uma crise de escassez de pilotos e sentiu que a simulação "criaria um funil" para futuros pilotos. Na CNN, ele disse:
Quando você conhece pilotos, muitos deles dizem 'sabe de uma coisa? -- meu interesse por tudo isso começou com o Flight Simulator há muitos anos'. Algumas pessoas escolhem isso como carreira e esperamos inspirar essa nova geração. Desde que mostramos nosso trailer, quase todos os fabricantes de aviões nos telefonam e todos nos dizem que há uma crise de pilotos, mas para nós é uma questão de definição de prioridades. Estamos empolgados em fazer um simulador e, se pudermos ajudar com esta crise de alguma forma, tentaremos quando for a hora certa”.

### Atualizações
O Flight Simulator é constantemente atualizado com "World Updates" e "Sim Updates". O primeiro diz respeito a atualizações geograficamente específicas, enquanto o último diz respeito a atualizações do jogo em geral. As atualizações em geral são essenciais para manter o realismo do jogo, pois a fotogrametria pode estar desatualizada ou uma configuração inicial pode ser imprecisa. O primeiro World Update foi o "World Update I: Japan", lançado em 29 de setembro de 2020, após o Tokyo Game Show 2020. A atualização trouxe fotogrametria para Sendai, Takamatsu, Tokushima, Tóquio, Utsunomiya e Yokohama, bem como polimentos para os aeroportos de Hachijojima, Kushiro e Nagasaki.
No ano de 2021, houve 4 grandes atualizações e outras menores com muitos aprimoramentos, incluindo uma atualização especial "Jogo do ano", feita como uma homenagem aos fãs do jogo. Na E3 2021, um pacote de expansão em parceria com o filme Top Gun: Maverick foi anunciado para ser lançado no final de 2021, apresentando a aeronave e o porta-aviões vistos em seu trailer; quando o filme foi adiado para 27 de maio de 2022, o pacote de expansão também foi adiado para ser lançado junto com o filme. Em 2022, foram implementadas três novas atualizações relativas à Austrália, Península Ibérica, Itália, Malta e Cidade do Vaticano, bem como uma atualização de correção de bugs e uma segunda atualização para os territórios dos Estados Unidos.
Em agosto de 2022, foi anunciada uma atualização em comemoração ao 40º Aniversário da franquia, com chegada prevista para novembro de 2022. Como uma homenagem à longa trajetória da franquia, a atualização incluiu vários aviões, helicópteros e planadores históricos, junto com aeroportos e missões clássicas dos simuladores anteriores.

## Lançamento
As primeiras pessoas a experimentarem o Flight Simulator — jornalistas, blogueiros, influenciadores e entusiastas de voo — foram convidadas pela equipe de desenvolvedores para Rainier Flight Service, uma escola de voo em Renton, Washington. Os convidados também voaram após o jogo em uma aeronave Cessna real com Justin Fancher, instrutor de voo de Rainier. Em 13 de julho de 2020, a Microsoft iniciou a pré-venda e, em 18 de agosto de 2020, o jogo foi disponibilizado para PC. A empresa disse que o jogo foi o maior lançamento de sua história e anunciou três versões do título - Standard, Deluxe e Premium Deluxe - cada uma fornecendo um conjunto incremental de aviões para voar e aeroportos adicionais com cenários e objetos mais detalhados. No Windows, além das licenças digitais da Microsoft Store e Steam, o jogo também está disponível no serviço de assinatura do Xbox Game Pass.
Na E3 2021, a Microsoft anunciou que o jogo será lançado para Xbox Series X e Series S em 27 de julho de 2021. Antecipando uma gama maior de jogadores, a Microsoft fez várias modificações para tornar a jogabilidade mais acessível, como adicionar mais quatro sequências de tutorial, diversificando as habilidades da IA. De fato, o jogo foi lançado na plataforma no prazo anunciado. Posteriormente, foi lançado no Xbox One e no serviço na nuvem Cloud Gaming em 1 de março de 2022, permitindo jogabilidade em smartphones, tablets e PCs com especificações abaixo do necessário. Os controladores sem fio também são compatíveis com a nuvem.